# کاتاریسم

نماد کاتارها

کاتاریسم (به انگلیسی: Catharism) برگرفته از واژه یونانی katharoi به معنای پاک و خالص اطلاقی است به فرقه‌ای مسیحی که در اواخر قرن دوازدهم در ناحیه‌ای از جنوب فرانسه به نام لانگدوک شکل گرفت. کاتارها مدعی بودند که به مسیحیت راستین نخستین، درست به روشی که عیسی آموخته عمل می کنند. در اواخر سده دوازدهم و اوایل سده سیزده با ظهور گروه‌های گوناگون مسیحی کاتار که در واقع برخاسته از برداشت‌های گوناگون از مانویت بودند،بحرانی اروپای جنوبی را فراگرفت. آنان به‌طور خلاصه بدین اصل معتقد بودند که چون یک منشا و علت برای هرآنچه که در جهان خیر و روحانی است وجود دارد باید مبدا و اصل مجزایی نیز برای همه آنچه که شر است وجود داشته باشد. خدایی که خیر مطلق است نمی‌تواند مبین فساد اعیان مادی یا فساد اخلاقی افراد بشر باشد. از آنجا که فساد اخلاقی اغلب با میل شخص به اجسام مادی سروکار دارد، شر و سپهر مادی باید سرچشمه و اصلی متفاوت از سپهر روحانی داشته باشد. در نتیجه باید خدا یا فرشته شری باشد که همچون اصل و مبدا و علت سپهر مادی و هرآنچه که شر است عمل کند.در این مذهب اعتقاد به دو خدا و همچنین رگه‌هایی از عرفان دیده می‌شود. این مذهب در قرنهای دوازده و سیزده به سرعت در حال گسترش بود که البته سرکوب این مذهب از سوی کلیسای کاتولیک با جهاد آلبیگایی صورت گرفت که این وقایع به تشکیل دستگاه تفتیش عقاید کمک شایانی کرد. گفته می‌شود که این مذهب در اعتقادات فرقه‌هایی مانند پولیسیان‌ها در ارمنستان و بوغومیلیه در بلغارستان ریشه دارد؛ اگرچه مسئله علل و ریشه‌های این مذهب هنوز به درستی روشن نیست.

## معرفی کاتاریسم
مانند بسیاری دیگر از مذاهب و فرقه‌های سده‌های میانه، این مذهب نیز مکتبهای متفاوت فراوانی داشته، چه برخی به دوگانه انگاری اعتقاد داشتند؛ بدین معنا که یک خدای نیک و یک خدای پلید بر جهان حکم می‌رانند. برخی دیگر شکلی عرفانی از این مذهب را اجرا میکردند و حتی گروهی سختگیر و مذهبی در این بین بودند که البته همواره مرز خود را با کاتولیک‌ها حفظ می‌کردند. در این بین اعتقاد به دوگانه گرایی رایجترین نوع کاتاریسم در بین پیروان این فرقه بوده.
کاتارها به یک خدای مهربان و مقتدر واحد معتقد نبودند، بلکه به دو خدای متفاوت و همسنگ معتقد بودند و عقیده داشتند تمامی مادیات و آشفتگی‌ها و همچنین قدرت تحت احاطه خدایی پلید به اسم رکس‌موندی به معنای شاه دنیا می‌باشد و عالم روحانی و غیرمادی و عشق و محبت تحت احاطه خدای نیک قرار دارد. ناگفته پیداست که آنان معتقد به ناسازگاری و تعارض عشق و قدرت بودند.